# Otto Liebmann

Otto Liebmann omstreeks 1890

Otto Liebmann (25 februari 1840 – 14 januari 1912) was een Duits filosoof.
Liebmann verdedigde, als een van de voorlopers van het neokantianisme, in zijn bekendste boek, Kant und die Epigonen, de filosofie van Kant tegen diens ‘epigonen’, ofwel volgelingen. Volgens Liebmann ontwikkelen deze filosofen zich in de schaduw van Kant, zonder belangrijke verbeteringen aan te brengen. De gedachten van Fichte, Schelling, Hegel, Fries, Herbart en Schopenhauer worden behandeld, nadat aandacht is besteed aan Kants eigen leer.
Kant zelf wordt bekritiseerd vanwege de plaats die het Ding an sich (ding op zichzelf) in zijn filosofie inneemt. Dat is ook een kritiekpunt jegens de overige filosofen. Zo schrijft hij: “Das "Ding an sich" spukte in den Köpfen aller Epigonen” (“Het "ding op zich" spookte in de hoofden van alle volgelingen”) (Kant und die Epigonen, blz. 204, 205). Deze tekortkoming (althans, in de visie van Liebmann) deelde Kant met deze filosofen, maar afgezien daarvan heeft hij veel waardering voor Kants benadering. Hij stelt in Kant und die Epigonen dan ook geregeld (onder meer aan het eind van ieder hoofdstuk, met uitzondering van het eerste) dat men terug moet naar Kant.

## Werken
- "Kant und die Epigonen" (1865)
- "Über den individuellen Beweis für die Freiheit des Willen" (1866)
- "Über den objektiven Anblick" (1869)
- "Zur Analysis der Wirklichkeit" (1876)
- "Über philosophischen Tradition" (1883)
- "Die Klimax der Theorien" (1884)
- "Gedanken und Tatsachen" (2 delen) (1882-1904)
- "Immanuel Kant" (1904)

- Bibliothèque nationale de France: cb12455605r (data)
- Gemeinsame Normdatei: 117003646
- International Standard Name Identifier: 0000 0001 2279 8680
- Library of Congress Control Number: no2002056321
- Nationale Bibliotheek van Letland: 000350064
- Mathematics Genealogy Project: 52415
- Nationale Bibliotheek van Tsjechië: jx20080421012
- Nationale Bibliotheek van Israël: 987007264679805171
- Nationale Bibliotheek van Polen: a0000002873471
- Nederlandse Thesaurus van Auteursnamen: 070200890
- SNAC: w6zk8dk0
- Système universitaire de documentation: 033717087
- Virtual International Authority File: 51785831
- WorldCat: E39PBJktjXMbbYhkF9cW9yBpT3